# Памятник Булату Окуджаве (Арбат)
Памятник Була́ту Окуджа́ве в Москве, в Плотниковом переулке, около Арбата, был создан в 2002 году скульптором Георгием Франгуляном.

## История
19 июня 1997 года, спустя неделю после смерти Булата Окуджавы, президент России Борис Ельцин издал указ об увековечении его памяти. Конкурс на памятник проводило Министерство культуры России.
Памятник был создан скульптором Георгием Франгуляном, Народным художником России и академиком РАХ, совместно с архитекторами Игорем Поповым, заслуженным художником России, и Валентином Прошляковым. Франгулян также создал памятник Окуджаве на улице академика Бакулева и надгробный камень на могиле Окуджавы на Ваганьковском кладбище.
Памятник был открыт 8 мая 2002 года. Открытие памятника было приурочено сразу к двум датам в жизни Окуджавы — Дню Победы, ради которой он три года воевал на фронтах Великой Отечественной войны, и дню рождения: 9 мая 2002 года Булату Шалвовичу исполнилось бы 78 лет.

## Описание
Создатели композиции поставили перед собой цель воссоздать «кусочек арбатского двора». Композиция включает в себя две бронзовые полуарки, образующие подворотню, две скамейки, фигуру Булата Окуджавы высотой примерно 2,5 метра, бронзовую тень, уходящую во двор, и живое дерево.
Критики относятся к памятнику в целом отрицательно: «довольно уродливый памятник Окуджаве», «мимо которого страшно проходить» (С. Ямщиков), «Памятник Окуджаве на Арбате — это… попса» (М. Э. Кравчинский).